# Onosma vaudensis
Onosma vaudensis ist eine Pflanzenart aus der Gattung der Lotwurzen (Onosma) in der Familie der Raublattgewächse (Boraginaceae).

## Beschreibung
Onosma vaudensis ist eine ausdauernde Pflanze, die nicht-blühende Blattrosetten und ein bis zwei blütentragenden Stängel ausbildet. Letzter erreichen Wuchshöhen von 10 bis 40 cm, sind an der Spitze zwei- bis viermal verzweigt und fein sowie mit 2 bis 4 mm langen Borsten behaart. Die unteren Laubblätter sind 60 bis 150 mm lang und 4 bis 12 mm breit, schmal umgekehrt lanzettlich und spärlich flaumhaarig sowie mit 1,5 bis 2 mm langen Borsten behaart.
Die Blütenstände sind wenig verzweigt. Die Blütenstiele sind 0 bis 2 mm lang. Die Tragblätter sind gleich lang wie der Kelch. Dieser ist zur Blütezeit 12 bis 15 mm lang, vergrößert sich an der Frucht auf bis zu 16 mm. Die Krone ist 19 bis 22 mm lang, blass gelb und unbehaart oder nur mit Trichomen auf den Lappen oder in Linien von den Lappen aus besetzt. Meist ist die Krone etwa 1,5-mal so lang wie der Kelch. Die Staubbeutel sind 6,5 bis 8 mm lang, ganzrandig oder an der Spitze leicht gezahnt.
Die Früchte sind etwa 3 mm lange, glatte Nüsschen.

## Vorkommen
Die Art ist ein Endemit der westlichen Schweiz und kommt nur im Tal der Rhone nahe Aigle vor.